# Rue d'Estienne-d'Orves (Bois-Colombes)
Pour les articles homonymes, voir Rue d'Estienne-d'Orves.
La rue d'Estienne-d'Orves est une voie de communication de Bois-Colombes dans le département des Hauts-de-Seine en France.

## Situation et accès

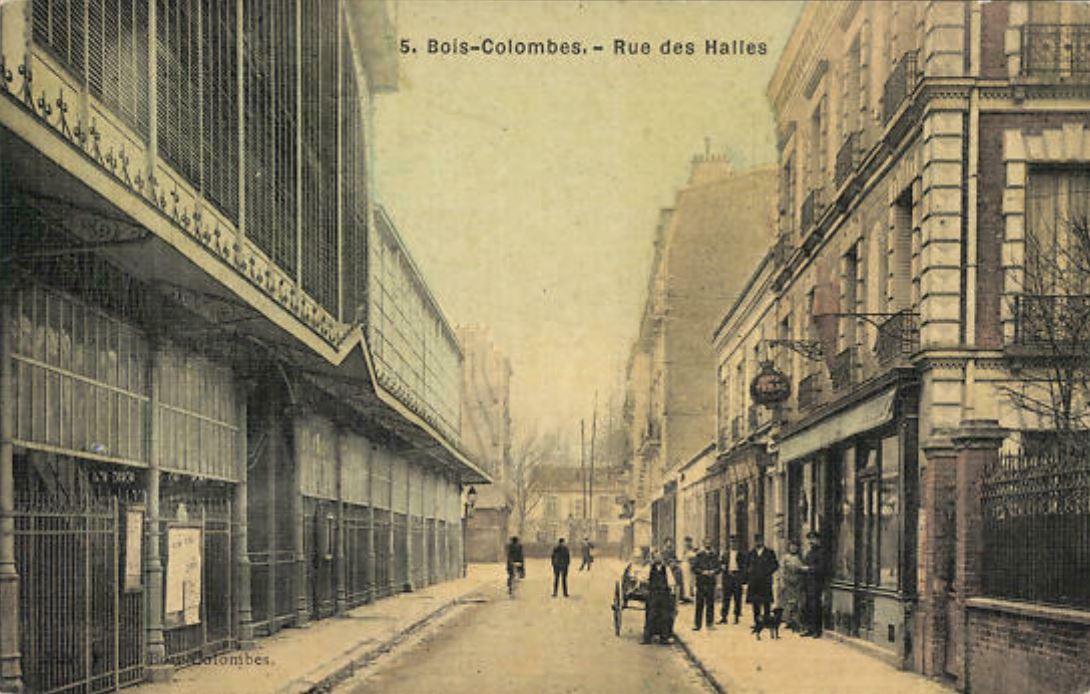
Carte postale de la rue des Halles.

Partant du nord-est dans l'axe de l'avenue Charles-de-Gaulle, elle rencontre sur son trajet la rue de la Paix, la rue Raspail et la rue Mertens. Franchissant la voie ferrée, elle se termine au droit de la rue du Général-Leclerc.
Elle est accessible par la gare de Bois-Colombes, sur la ligne de Paris-Saint-Lazare à Ermont - Eaubonne et la Ligne de Paris-Saint-Lazare à Mantes-Station par Conflans-Sainte-Honorine.

## Origine du nom

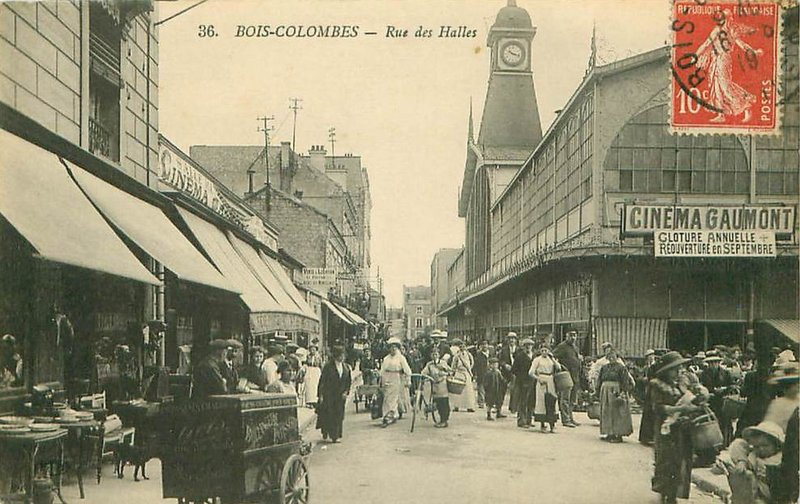
Le cinéma Gaumont.

Cette rue a été renommée le 9 novembre 1944 en hommage au résistant français Honoré d'Estienne d'Orves (1901-1941) fusillé au mont Valérien.

## Historique

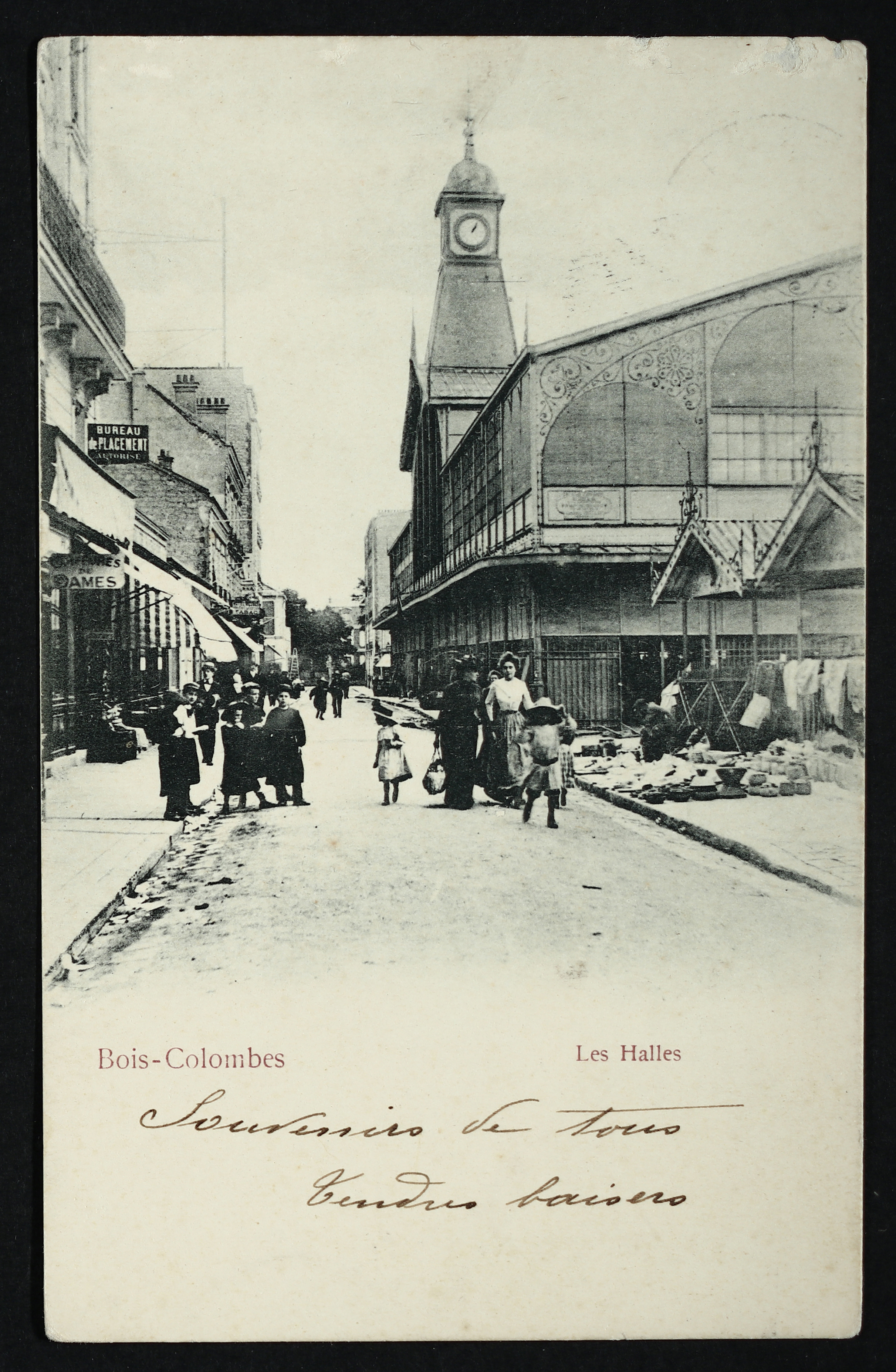
Bois-Colombes - Les Halles.

Lors de la construction de la voie ferrée, la rue Verte fut reliée à la rue des Aubépines (aujourd'hui la rue du Général-Leclerc) par la passerelle des Aubépines, construite en 1889. Dès 1896 s'y tenait un des deux bureaux de vote de la commune.
Cette rue devint célèbre pour son grand marché, construit en 1877, puis remplacé par un marché couvert en 1891, et qui lui donna son deuxième nom le 7 février 1899,.
Au premier étage se trouvaient deux grandes salles municipales. Dans l'une d'elles se tint un cinéma, d'abord tenu par Pathé en 1906, puis de 1914 à 1923, par Gaumont.

## Bâtiments remarquables et lieux de mémoire

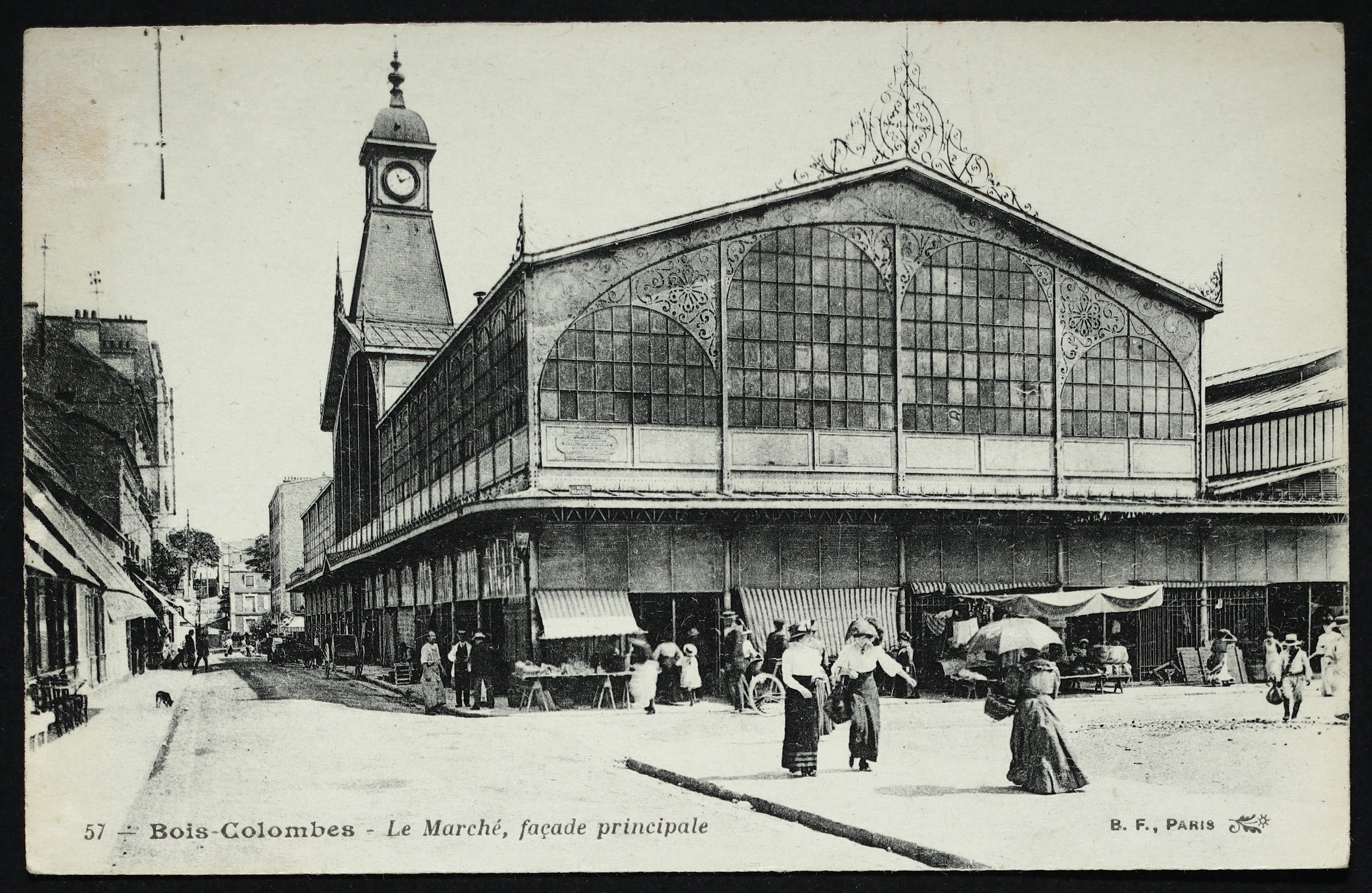
L'ancien marché, façade principale.

- Gare de Bois-Colombes, ouverte en 1857.
- Marché de Bois-Colombes[7]. L'ancien marché fut détruit en 1956.